# Dinâmica de corpo macio
Dinâmica de corpo macio (ou Dinâmica de corpo flexível, ou Mecânica de corpo flácido), do inglês Soft body dinamics, é a área da física que simula objetos flexíveis, isto é, objetos deformáveis, que pode ter suas posições mudadas. É usado em animações 3D, porém, ainda é novo no mercado de jogos.
Há muitas forças que influenciam diretamente na aparência do objeto: fricção, gravidade, colisão, vento, etc. Usando a dinâmica de corpo flexível, é possível criar a ilusão de um objeto maleável, como roupas, cabelo, areia e água.

## Motores de física que o suportam
- Blender
- Bullet
- OpenTissue
- PAL (Physics Abstraction Layer)
- PhysX
- FastLSM
- Phyz (Dax Phyz)
- SOFA (Simulation Open Framework Architecture)
- Unreal Engine